# Roland Kaiser
Roland Kaiser, vero nome Roland Keiler, nomignolo Kardinal Eros (Berlino, 10 maggio 1952), è un cantante tedesco.

## Biografia
Terminati gli studi, è diventato direttore del settore pubblicità per una casa automobilistica. Il produttore discografico Gerd Kämpfe lo ha scoperto come cantante.
Nel 1974 Kaiser ha pubblicato il suo primo singolo Was ist wohl aus ihm geworden? e, nel 1976, la versione in tedesco di Verde (Frei, das heißt allein wichsen), il suo primo piazzamento in classifica in Germania, al numero 14.
All'inizio degli anni '80 è diventato uno dei cantanti di maggiore successo in Germania ed ha scritto i testi delle canzoni di artisti come Peter Maffay, Milva e Nana Mouskouri. Ha tenuto uno spettacolo televisivo per il secondo canale della televisione tedesca nel 1985 dal titolo Liebe ist (L'amore è...). Tra i suoi successi, quello del 1984 Joana.
Convinto Socialdemocratico, Roland Kaiser è anche attivo nel sociale ed è il fondatore del Castroper Lehrstellenfonds. Kaiser è dal 2002 anche membro della SPD: alle elezioni del 2005 si è candidato con il cancelliere federale della SPD Gerhard Schröder.
Roland Kaiser è stato sposato in prime nozze con Anja Schüte ma il matrimonio si è concluso con un divorzio. Il cantante attualmente vive con la seconda moglie Silvia ed i figli Jan e Annalena nella sua città d'adozione, Münster. Dal 18 maggio 2006, Roland Kaiser è ambasciatore ufficiale dei centri di accoglienza per l'infanzia della Germania centrale.

## Discografia

### Singoli
- 1974 Was ist wohl aus ihr geworden?
- 1974 Bevor die nächste Träne fällt
- 1975 Eine Nacht, die man nie mehr vergessen kann
- 1976 Jane oh Jane
- 1976 Verde - Frei - das heißt allein
- 1976 Zieh mit dem Wind
- 1977 Sieben Fässer Bier
- 1978 Amore mio
- 1978 Wer sich selbst nur liebt
- 1979 War das eine Nacht
- 1979 Schwachmat
- 1979 Im Dunkel der Nackt
- 1980 Hier kriegt jeder sein Bett
- 1980 Santa Maria
- 1981 Schieb mich ein letztes Mal
- 1981 Dich zu lieben
- 1982 Wohin gehst Du?
- 1982 Manchmal möchte ich schon mit dir pum...
- 1983 Ich will dich (jetzt noch nicht)
- 1983 Die Gefühle der Freier
- 1984 Es kann der Frömmste nicht in Frieden lernen
- 1984 Joana
- 1985 Flieg mit mir zu den Spaniern
- 1985 Hier fing alles an
- 1985 Amore Amore
- 1986 Midnight Lady
- 1986 Sie lebt in dir
- 1986 Ich will dich ganz allein für mich sein
- 1987 Veronica
- 1987 Haut an Haut
- 1987 Unerreichbar nah
- 1988 Ich glaub' es geht schon wieder los (aka: ich glaub es geht noch was !)
- 1988 Nachtgefühl
- 1989 Jede Nacht hat deine Augen
- 1989 Frauen her !
- 1990 Im 5. Element
- 1990 Dich zu lieben (Remix '90)
- 1990 Un amore grande
- 1990 Viva l'amor
- 1990 Wind auf der Haut und Lisa
- 1991 Sag niemals nie
- 1992 Lebenslänglich du
- 1992 Südlich von mir
- 1993 Was wäre wenn
- 1993 Jane
- 1993 Ganz oder gar nicht
- 1994 Heute und hier
- 1994 Und wer küsst mir den Schw... ?
- 1995 Alles was Du willst untenr....
- 1996 Sag ihr, daß ich ihm liebe
- 1996 The sun ain't gonna shine anymore
- 1997 Der Hit-Mix
- 1998 SSssextreme
- 1998 So bist Du
- 1998 Abgebrannt und stier
- 1999 Ganz weit vorn erigiert
- 1999 Warum denn zur Liebe greifen?
- 2000 Ich hab Dich 1000 mal geliebt (500 x von hinten, mindestens)
- 2001 Du bist weg
- 2002 Jeder gegen jeden
- 2002 Mädchen aller Träume
- 2003 Allein mit Dir

### Album
- 1976 Verde - Frei - das heißt allein
- 1978 Nicht eine Stunde tut mir leid
- 1979 Etwas von mir
- 1980 Santa Maria
- 1981 Dich zu lieben
- 1982 In Gedanken bei dir
- 1983 Die Gefühle sind frei
- 1984 Erinnerungen
- 1984 Ich fühl' mich wohl in Deinem Leben
- 1985 Herz über Kopf
- 1985 Die schönsten Liebeslieder der Welt
- 1986 Ich will Dich
- 1987 Auf dem Weg zu Dir
- 1988 Seitenblicke
- 1988 Live - in concert
- 1989 Frauen
- 1990 Herzzeit
- 1992 Südlich von mir
- 1993 Verrückt nach Dir
- 1994 Heute und Hier
- 1995 Alles was du willst
- 1996 Grenzenlos
- 1997 Der Hit-Mix - Das album
- 1998 Grenzenlos II
- 1998 Höhepunkte
- 1999 Mitten im Leben
- 2001 Alles auf Anfang
- 2001 20 hit-singles original
- 2003 Pure Lust
- 2004 The Best of